# Núcleos medianos del tálamo
La región medial del tálamo constituye un grupo de núcleos cerebrales ubicados en la línea media del tálamo cerebral. Tradicionalmente se incluye solo un núcleo, el núcleo dorso medial del tálamo. El resto son núcleos de asociación dentro del territorio medial del tálamo que reciben fibras principalmente del hipotálamo, la amígdala cerebral y ciertas áreas de la corteza del lóbulo frontal.

## Anatomía
El territorio medial del tálamo, además de los núcleos intralaminares, representa el segundo grupo más grande de los núcleos del tálamo cerebral. Sus funciones son en gran parte desconocidas. Sin embargo, existe una estrecha relación tanto con el olfato y el sistema límbico.
El grupo principal de núcleos es periventricular, por debajo del tercer ventrículo y se extiende desde el foramen interventricular hasta la comisura epitalámica. Los núcleos del territorio talámico medial reciben sus aferencias desde el bulbo olfatorio, la amígdala y el hipocampo. los núcleos individuales reconocidos son el núcleo parataenialis, el paramediano, commissuralis y el núcleo endymalis.

## Función
El núcleo medial del tálamo y sus constituyentes tienen conexiones que median las respuestas emocionales en relación con el medio ambiente interno y externo de un individuo, por lo tanto, es una parte importante de la constitución de la personalidad. El núcleo medial también se ocupa de las respuestas autonómicas que acompañan a los estados de ánimo y los sentimientos como una expresión de las respuestas emocionales al medio ambiente interno y externo. Además, este núcleo juega un papel en el mecanismo general de la memoria y la expresión facial de sentimientos y emociones. La mayoría de la fibras que salen del núcleo medial del tálamo se dirigen a las mismas regiones que entran al territorio.